# Эйкен, Джоан
Джоан Делано Эйкен (англ. Joan Delano Aiken 4 сентября 1924 — 4 января 2004) — английская новеллистка.

## Биография
Родилась в Рай, Восточный Сассекс. Её отец Конрад Эйкен (получил Пулитцеровскую премию в номинации поэзии), и её сестра, Джейн Эйкен Ходж, также занимались литературным творчеством.
Работала на BBC и UNIC до того, как профессионально занялась литературой, главным образом детскими книгами и триллерами. За свои произведения получила награду Guardian (1969) и Премию Эдгара Аллана По (1972).
По мотивам её сказки «Кусочек неба в пироге» (англ. There’s Some Sky In The Pie) в 1991 году студией «Союзмультфильм» снят мультипликационный фильм «Яблочный пирог».
По мотивам её сказки «Кот булочницы» в 1988 году студией «Союзмультфильм» снят мультипликационный фильм «Дождливая история».

## Личная жизнь
В 1944 году вышла замуж за журналиста Рональда Джорджа Брауна, их брак продлился до смерти Брауна в 1955 году. В браке родилось двое детей: Джон Себастиан (род. 1949) и Элизабет Делано (род. 1951). В 1976 году вышла замуж за пейзажиста Юлиуса Голдстейна.